# Мустафа Джеджели
Мустафа Джеджели (на турски: Mustafa Ceceli) е турски певец, аранжор и продуцент.
След като стартира музикалната си кариера през 2003 г., Джеджели получава голямо признание за музикалните си аранжименти. През 2007 г. той изпява песента Unutamam на Сезен Аксу като гост изпълнител в албума на Enbe Orchestra. През 2008 г. излиза първия му сингъл, озаглавен Limon Çiçekleri. Той издава едноименния албум Mustafa Ceceli през ноември 2009 г. и албумът получава златна награда от MÜ-YAP. В допълнение към собствените си творения, той продължава да работи и като аранжор. Вторият му студиен албум Es е издаден за първи път на платформи за цифрова музика. Песента, която носи името на албума, е втората най-слушана песен за всички времена в дигиталните платформи, особено в TTNet Music, с 9 милиона, а песента Sevgilim от албума е на осмо място със 7 милиона гледания. Дискографията на Джеджели включва също компилация и два албума с ремикси. През декември 2014 г. той добавя към дискографията си третия си студиен албум Kalpten. Мустафа Джеджели включва песента Al Götür Beni, която е издадена като проектен сингъл през август 2014 г. с изпълнителката Лара Фабиан, влиза като сингъл в новия албум Kalpten.

## Живот и кариера

### 1980 – 2002: Начален период
Мустафа Джеджели е роден в Анкара на 2 ноември 1980 г. Баща му е от Чанкъръ, а майка му е румънска имигрантка, таланта му е забелязан от семейството в много ранна възраст. Мустафа Джеджели се запознава с пианото на 6-годишна възраст и след 2 години обучение по пиано, нетовия учител му предлага да изкара образование в консерватория. На 8-годишна възраст той участва в 13 епизода в телевизионен сериал, наречен Köy Doktoru, който се излъчва по TRT. По-късно участва във филм, наречен Can Suyu, подготвен за УНИЦЕФ. Започва да прави аранжименти като аматьор още през гимназиалните си години. Мустафа Джеджели, който влиза в катедрата по ветеринарна медицина в университета в Анкара на приемния изпит, започва да свири на клавири в група, основана от негови приятели в същия период, докато подготвя демо записи за изпълнители, които искат да направят албум. На третата година от обучението си, той отново полага изпит и става част от катедрата по бизнес администрация в университета Йедитепе и се премества в Истанбул, слагайки край на музикалната си кариера в Анкара.
Мустафа Джеджели продължава да работи като професионален аранжор, като започва през 2003 г., освен че е солист. За аранжорската си работа, той казва: „Това е моето място за производство, сцената е място на консумация“. Джеджели е извикан за първия си аранжимент и прави аранжименти за песните на Мерих Ермакастар, която е вокалистката на Дженк Ерен. Въпреки това той се среща с Озан Доулу и аранжира две песни за албума на Кенан Доулу, който е издаден през същата година.
Той е на върха на музикалните класации с всеки аранжимент, който направи. Джеджели прави аранжименти за албумите на Таркан, Ажда Пекан, Сертаб Еренер, Нилюфер, Ашкън Нур Йенги, Емре Алтуг, Нил Kараибрахимгил, Емре Айдън, Мурат Боз. Тези успехи идват, след като аранжира песента на Кенан Доулу – Çakkıdı, която привлича голямо внимание.
През последните години изпълнителят прави аранжименти както за сингъла, така и за наскоро издадения албум Ikinci Hal на Бенгю, а песните Yaralı, Saygımdan и Sahici получават голямо признание. Въпреки че тя все още е нова в музикалната индустрия, след аранжимента на Ирем Дериджи на песните Düşler Ülkesinin Gelgit Akıllısı и Sevgi Olsun Taştan Olsun, които са издадени през 2013 г., единият сингъл, а другият е макси сингъл, сингълът на изпълнителката Kalbimin Tek Sahibine излиза през ноември 2014 г. Джеджели прави аранжимента на песента и постига голям успех на много платформи.
Мустафа Джеджели прави 12 аранжимента от общо 14 песни в третия му студиен албум Kalpten, който е издаден през декември 2014 г., и заедно с брат му Синан Джеджели аранжират останалите две парчета заедно.

### Начало на кариерата
След като се премества в Истанбул през 2003 г., той навлиза в професионалния си живот като аранжор, като аранжира песните на Мерих Ермакастар. С този албум, който е издаден, той се среща с Oзан Доулу и аранжира песента Aklım Karıştı от албума Demedi Deme на Kенан Доулу, който се подготвя по това време. След успешния аранжимент, който той прави на тази песен, започва неговото музикално пътуване, което се простира до Сезен Аксу. Аранжиментите, направени от Джеджели, който започва да акомпанира на Аксу както в албумите ѝ, така и на сцената, привличат голямо внимание. Той аранжира песните İkili Delilik, Hükümsüz и Gidemem, които стигат до върха на класациите. Песента Çakkıdı, която той аранжира, внася нов дъх в турската поп музика и привлича голямо внимание. След това той продължава бързото си издигане с аранжименти, които прави за Емре Алтуг, Левент Юксел, Ханде Йенер, Сердар Ортач, Мелих Гьоргюн, Бетюл Демир, Мурат Боз, Сила, Хепси и Емел Мюфтюоглу. Той също така играе аранжор в телевизионния сериал Hepsi 1.

### 2007 – 2008: Unutamam и Karanfil
По предложение на Самсун Демир, Джеджели участва като гост изпълнител в албума на Enbe Orchestra, а на песента Unutamam, принадлежаща на Сезен Аксу, се заснема музикално видео за първата промоция на албума през 2007 г. Джеджели постига голям успех в много области и платформи с тази песен и получава най-добър солист за пробив на 35-ите награди Златна пеперуда (Altın Kelebek) и най-добър видеоклип за пробив на Power Turkish Video Music Awards. Неговата солова кариера започва с впечатляващата му интерпретация на тази песен.
През 2008 г. той изпява песента Karanfil, която преди това е интерпретирана от Ашкън Нур Йенги и чийто текст и музика принадлежат на Сезен Аксу.

### 2009 – 2011: Mustafa Ceceli и Mustafa Ceceli Remixes
Първият му сингъл, озаглавен Limon Çiçekleri е издаден на 14 юли 2009 г. от лейбъла DMC. Песента достига номер 1 в музикалните класации и получава награда за най-добър сингъл на годината в много гласувания, организирани от телевизионни оператори. Освен това в Бююкада е заснет музикален видеоклип, който получава още много награди. След близо две години работа той заема мястото си на музикалните пазари с първия си самостоятелен албум на 20 ноември 2009 г. Албума е кръстен на името на изпълнителя. Той набира скорост и нови слушатели, след като излизат парчетата Hastalıkta Sağlıkta, Bekle, Dön, Tenlerin Seçimi в този албум. Той е определен за най-добър мъжки изпълнител и най-добър албум на шестнадесетите музикални награди на Kral TV. След тези награди той спечелва наградата за пробив на годината с песента си Hastalıkta Sağlıkta в организираната от Асоциацията на журналистите на списанието вечер. Тя е удостоена с наградата за най-добър пробив на 37-та вечер на наградите Altın Kelebek, организирана от вестник Хюриет.
Чрез ремиксиране на песента Hata, композирана от Сезен Аксу и някои от песните в албума Mustafa Ceceli, Mustafa Ceceli Remixes е представен на публиката през 2010 г. и се превръща в ремикс и компилационен албум на изпълнителя.

### 2012 – 2013: Es и RemixEs
В понеделник, 2 април 2012 г. е издаден новия студиен албум, озаглавен Es и е заснет първия видеоклип към едноименната песен. Режисьор на клипа е Мурад Кючук. Той заснема втория видеоклип в албума към песента Bir Yanlış Kaç Doğru. През август 2012 г. е издаден албума Es Remixes, който включва песни от албума Es и две нови парчета. Той заснема клип към песента Bir Zamanlar Deli Gönlüm, стара песен на Сезен Аксу. В края на 2012 г. е заснет клипа към песента Sevgilim, като във видеото вземат участие негови приятели и приятели музиканти.
В началото на годината той заснема клип с Дуйгу Четинкая към песента Aman от албума Es. Той получава наградите за най-добър албум и най-добър мъжки изпълнител с албума си Es на 19-и музикални награди Kral TV под новото му име Turkey Video Music Awards. Джеджели не напуска професионалния си живот като аранжор и прави аранжименти за изпълнители като Сертаб Еренер, Бурджу Гюнеш, Зийнет Сали, Бенгю, Мурат Боз, Емре Айдън.
През юли той пуска сингъл, наречен Söyle Canım, изпят от Ерол Евгин, и заснема музикален видеоклип към този сингъл. През летните месеци изнася концерти на много места. Мурад Кючук заснема видеоклип към песента Dünyanın Bütün Sabahları от албума Remixes и е режисиран от Емре Айдън за песента Oyun Olmazdı Aşkla. Освен това Джеджели става член на журито, заедно с Мурат Боз и Хадисе в конкурса, наречен Гласът на децата. Той също така заснема клипове на арабски и английски за песента Aşikâr'dır Zat-ı Hak от албума Es.

### 2014 – настояще: Kalpten, Aşk İçin Gelmişiz и Zincirimi Kırdı Aşk
Новият му албум, наречен Kalpten, излиза на 15 декември 2014 г. Отново е заснет клип с помощта на 3D технология под ръководството на 3VFX за песента Hüsran от албума Kalpten. Клипът е пуснат на всички дигитални платформи на 23 декември 2014 г. През 2015 г. излиза новият албум на Джеджели – Aşk İçin Gelmişiz. Това е петият студиен албум на Джеджели, който се очаква от 2014 г. след албума Kalpten. Той е пуснат в iTunes на 5 декември 2015 г. и на рафтовете на музикалните пазари на 7 декември 2015 г. с лейбъла Ceceli Music. В албума има общо 11 песни. Заедно със съпругата си Синем Джеджели изпяват в дует песента
Küçücük Ama Dünya Kadar като подарък за сина им Арън. Песента е подарък на Рави Инджигьоз за Арън. През 2021 г. Джеджели участва в песента Rüzgar, заедно с Билял Ханджъ.

## Личен живот
Мустафа Джеджели сключва брак със Синем Гедик на 1 ноември 2008 г., те имат син – Арън Джеджели, който е роден на 28 септември 2011 г. Мустафа Джеджели се развежда със съпругата си Синем Гедик на 26 май 2017 г. След това се жени за Селин Имер на 10 юли 2017 г.

## Дискография

### Студийни албуми
- Mustafa Ceceli (2009)
- Es (2012)
- Kalpten (2014)
- Ask Için Gelmişiz (2015)
- Zincirimi Kırdı Aşk (2017)
- İyi ki Sen Varsın (2023)

### Компилационни албуми
- Mustafa Ceceli 5.Yıl (2013)
- Mustafa Ceceli Koleksiyon (2016)

### Ремикс албуми
- Mustafa Ceceli Remixes (2010)
- Eksik Remix 2011 (2011)
- Es+Remixes (2012)

### Сингли
- Unutamam (2007)
- Karanfil (2008)
- Limon Çiçekleri (2009)
- Hastalıkta Sağlıkta (2009)
- Dön (2010)
- Tenlerin Seçimi (2010)
- Hata (с участието на Ozan Doğulu) (2010)
- Bekle (2010)
- Eksik (с участието на Elvan Günaydın) (2010)
- Yağmur Ağlıyor (2011)
- Şarkı (2011)
- Es (2012)
- Bir Yanlış Kaç Doğru (2012)
- Deli Gönlüm (2012)
- Sevgilim (2012)
- Yarabbim (2012)
- Aman (2013)
- Söyle Canım (2013)
- Dünyanın Bütün Sabahları (2013)
- Aşk Döşeği (2014)
- Make Me Yours Tonight// Al Götür Beni (с участието на Lara Fabian) (2014)
- Aşikâr' dır Zat-ı Hak (Al Ahad/One) (2014)
- Haram Geceler (с участието на Ozan Doğulu) (2014)
- Sarı Saçlarından Sen Suçlusun (2014)
- Kalpten (2014)
- Hüsran (2014)
- Şeker (с участието на Ravi İncigöz) (2014)
- Kış Masalı (с участието на Sibel Can) (2014)
- Gül Rengi (2015)
- İlle De Aşk (2015)
- Islak İmza (2015)
- Sultanım (2015)
- Emri Olur (2016)
- Aşkım Benim (2016)
- Sarı Saçlarından Sen Suçlusun (2016)
- The Way Of Love (с участието на Maher Zain) (2016)
- Untuk Cinta (с участието на Siti) (2016)
- Kıymetlim (с участието на İrem Derici) (2017)
- Maşallah (2017)
- Zincirimi Kırdı Aşk (2017)
- İyi Ki Hayatımdasın (2017)
- Geçti O Günler (2017)
- Aşığız (с участието на Sinan Ceceli) (2017)
- Mavi Mavi (с участието на Sinan Ceceli) (2017)
- Merdo (с участието на Yiğit Mahzuni) (2017)
- Simsiyah (2018)
- Anlarsın (с участието на Sinan Akçıl) (2018)
- Sana Değer (2018)
- Aşk Haklıyı Seçmiyor (с участието на Sera Tokdemir) (2018)
- Mühür (с участието на Irmak Arıcı) (2019)
- Yaz Bunu Bir Kenara (2019)
- Bedel (2019)
- Düşünme Hiç (2019)
- Saçma Sapan (2020)
- Ki Sen (2020)
- Gün Ağarmadan (с участието на Irmak Arıcı) (2020)
- Rüyalara Sor (2020)
- Rüyalara Sor (с участието на Ece Mumay) [Acoustic] (2020)
- Öptüm Nefesinden (с участието на Ekin Uzunlar) (2020)
- Ben de Özledim (с участието на Bahadır Tatlıöz, Aydın Kurtoğlu, Gülden) (2020)
- Dünya (с участието на Tohi, Sinan Akçıl) (2020)
- Çok Sevmek Yasaklanmalı (с участието на İrem Derici, Sinan Akçıl) (2020)
- Eve Giremiyorum (с участието на Sinan Akçıl) (2020)
- Ölümlüyüm (2021)
- Başaramadım (2021)
- Rüzgar (с участието на Bilal Hancı) (2021)
- Leyla Mecnun (с участието на Burak Bulut & Kurtuluş Kuş) (2021)
- İmtiyaz (с участието на JİNE) (2021)
- Tut Elimden (2021)
- Canım (с участието на Yaşar İpek) (2021)
- İçime Atıyorum (с участието на Ziynet Sali) (2021)
- Salıncak (с участието на Nigar Muharrem, Burak Bulut & Kurtuluş Kuş) (2022)
- Varsa Eşq (с участието на Şöhret Memmedov) (2022)
- Gerçekten Zor (2022)
- Yıkamazsın (2022)
- Rastgele (с участието на İrem Derici, Burak Bulut & Kurtuluş Kuş) (2022)
- Dayan (с участието на Semicenk) (2022)
- İlla (с участието на Indira Elemes) (2022)
- Durum Çok Acil (с участието на Sinan Akçıl, Merve Özbey) (2022)
- Beni Unut (2022)
- Gelme Üstüme (2022)
- Sargı (с участието на Nigar Muharrem, Burak Bulut & Kurtuluş Kuş) (2022)
- Zaman (с участието на Bengü) (2022)
- Yolları Aşamadım (с участието на Ekin Uzunlar) (2023)
- Efkâr Gecesi (с участието на İrem Derici и Sinan Akçıl) (2023)
- İnsafsız (с участието на Irmak Arıcı) (2023)
- Şeref (с участието на Serdem Coşkun) (2023)
- İstanbul Ankara (с участието на Azat Taş) (2024)
- Unutamıyorum (2024)
- Yaka Yaka (с участието на Rabia Tunçbilek) (2024)
- Ömrüm (2024)
- Yüreğim (с участието на Vüsal Aliyev) (2024)

## В България
През 2017 г. Джеджели изнася концерт в Кърджали по случай закриването на предизборната кампания на партия ДОСТ. През 2019 г. отново е в България и изнася концерт в село Бяла река, като част от закриването на предизборната кампания на кандидата за кмет на община Върбица от партия ДПС инж. Мердин Байрям. През 2022 г. турската звезда отново пристига в България и изнася концерт в Крумовград, който е част от програмата на „Среща на крумовградчани отблизо и далеч“.